# Michiru Ōshima
Michiru Ōshima (大島ミチル, Ōshima Michiru; 16 de março de 1961) é uma compositora japonesa que já trabalhou em vários títulos de videogames, filmes, e televisão. Suas obras incluem composições para os jogos Genghis Khan II: Clan of the Gray Wolf para o Super Nintendo, Ico para o PlayStation 2, Legend of Legaia para o PlayStation (e sua sequência para Playstation 2, Legaia 2: Duel Saga, para a qual ela colaborou com os renomados compositores japoneses Yasunori Mitsuda e Hitoshi Sakimoto), Arc the Lad III, e um arranjo orquestral de um medley de Zelda para The Legend of Zelda: Twilight Princess (Wii e Nintendo GameCube). Além de trilhas sonoras para videogames, ela compôs para os filmes Godzilla vs. Megaguirus e Godzilla Against Mechagodzilla e criou também músicas para numerosas séries de anime, como Fullmetal Alchemist (e o filme Fullmetal Alchemist the Movie: Conqueror of Shamballa), Nabari no Ou, Queen Emeraldas, Xam’d: Lost Memories, Arc the Lad, e Weathering Continent. Ela também trabalhou no papel de compositora em uma adaptação teatral do clássico de Hollywood Férias em Roma. Sua obra mais recente foi a composição de numerosas trilhas sonoras para o aclamado filme chinês de espionagem The Message, em 2009.

## Prêmios e indicações

### Prêmios
- 2005: Prêmio Yubari International Fantastic Film Festival para Compositor Orquestrador;
- 2006: Prêmio Tokyo Anime Award para Melhor Música com Conqueror of Shamballa.

### Indicações
- 1998: Prêmio da Academia Japonesa por Importante Contribuição à Música com Paradise Lost;
- 2001: Prêmio da Academia Japonesa por Importante Contribuição à Música com Nagasaki Burabura Bushi;
- 2003: Prêmio da Academia Japonesa por Importante Contribuição à Música com The Sun Also Rises e Copycat Criminal;
- 2004: Prêmio da Academia Japonesa por Importante Contribuição à Música com Like Asura;
- 2006: Prêmio da Academia Japonesa por Importante Contribuição à Música com Year One in the North;
- 2007: Prêmio da Academia Japonesa por Importante Contribuição à Música com Memories of Tomorrow.